# 中華民國駐法國大使列表
本列表為中華民國駐法國公使、代表與大使名錄。1964年2月10日與法國斷交，至1972年8月12日在巴黎登記設置「法華經濟貿易暨觀光促進會」，簡稱ASPECT，1976年籌設「亞洲貿易促進會駐巴黎辦事處」，法方於1995年同意將ASPECT更名為「駐法國臺北代表處」。法國則於1978年在臺北設立「法亞貿易促進會」，1980年設置「臺北法國文化科技中心」，1994年「法亞貿易促進會」、「旅遊簽證組」與「法國在臺協會」合署辦公，統稱「法國在臺協會」。

## 大陸時期

### 駐法國公使（1912年－1936年）
1912年起中華民國開始派遣駐法國公使，直至1936年2月中華民國駐法公使館升格為大使館為止。
| 姓名   | 任命           | 到任          | 递交国书 | 免職          | 離任 | 外交衔级 | 外交职务     | 備註                                          | 備註 |
| ------ | -------------- | ------------- | -------- | ------------- | ---- | -------- | ------------ | --------------------------------------------- | ---- |
| 胡惟德 | 1912年11月22日 | 1913年5月6日  |          | 1919年9月21日 |      | 公使     | 特命全权公使 | 驻法兼驻西、葡全权公使，1919年4月11日请假回国 |      |
| 陈籙   | 1920年9月17日  |               |          | 1928年7月12日 |      | 公使     | 特命全权公使 |                                               |      |
| 高鲁   | 1928年10月12日 | 1929年3月2日  |          | 1931年7月16日 |      | 公使     | 特命全权公使 | 到任前由一等秘书齐致暂代馆务                  |      |
| 钱永铭 | 1931年1月8日   | 未到任        |          | 1932年8月5日  |      | 公使     | 特命全权公使 |                                               |      |
| 顾维钧 | 1932年8月5日   | 1932年10月2日 |          | 1936年2月8日  |      | 公使     | 特命全权公使 | 未到任前上一等秘书谢维麟暂代馆务              |      |

### 駐法國大使（1936年－1949年）
自1936年2月顾维钧由驻法国公使升任為首任大使起，至1949年钱泰卸為止，凡兩任全權大使。
| 姓名   | 任命          | 到任           | 递交国书 | 免職          | 離任 | 外交衔级 | 外交职务     | 備註                                                       | 備註 |
| ------ | ------------- | -------------- | -------- | ------------- | ---- | -------- | ------------ | ---------------------------------------------------------- | ---- |
| 顾维钧 | 1936年2月8日  | 1936年4月20日  |          | 1941年5月9日  |      | 大使     | 特命全权大使 | 1936月年2月8日中国驻法国公使升格为大使                     |      |
| 魏道明 | 1941年5月9日  |                |          | 1942年9月11日 |      | 大使     | 特命全权大使 |                                                            |      |
| 钱泰   | 1944年6月28日 | 1944年11月28日 |          | 1949年9月     |      | 大使     | 特命全权大使 | 1944年10月23日中国承认法国临时政府，后任命钱泰为全权大使。 |      |

## 臺灣時期

### 駐法國大使（1949年－1963年）
1949年后在台北的中华民国政府曾多次与法商谈派全权大使但均被婉拒，相继由公使代办使事，1963年由参事高士铭代办使事。
| 姓名   | 到任   | 離任      | 外交衔级 | 外交职务     | 備註                | 備註 |
| ------ | ------ | --------- | -------- | ------------ | ------------------- | ---- |
| 段茂澜 | 1949年 | 1956年    | 大使     | 特命全权大使 | 公使代辦            |      |
| 陈雄飞 | 1956年 | 1963年    | 大使     | 特命全权大使 | 公使銜參事→公使代辦 |      |
| 高士铭 | 1963年 | 1964年2月 | 大使     | 特命全权大使 | 参事代辦            |      |

### 駐法國代表（1980年－2012年）
中華民國於1972年在巴黎設置社團法人「法華經濟貿易觀光促進會」(Association pour la Promotion des Echanges Commerciaux et Touristiques avec Taiwan)，簡稱ASPECT，另於1976年設立「亞洲貿易促進會駐巴黎辦事處」簡稱CAPEC，由經濟部派駐，以負責雙邊經貿事務為主。
1995年5月15日，法國同意將兩機構合署更名為具大使館性質駐法國台北代表處。
| 姓名   | 任命       | 离任       | 外交衔级 | 外交职务 | 備註 |
| ------ | ---------- | ---------- | -------- | -------- | ---- |
| 龔政定 | 1980年12月 | 1990年8月  | 代表     | 代表     |      |
| 邱榮男 | 1990年11月 | 1996年11月 | 代表     | 代表     |      |
| 郭為藩 | 1997年7月  | 2001年8月  | 代表     | 代表     |      |
| 謝新平 | 2001年8月  | 2002年11月 | 代表     | 代表     |      |
| 邱榮男 | 2002年11月 | 2005年9月  | 代表     | 代表     |      |
| 楊子葆 | 2005年9月  | 2006年9月  | 代表     | 代表     |      |
| 呂慶龍 | 2007年1月  | 2015年7月  | 代表     | 代表     |      |

### 駐法國代表（大使级）（2012年至今）
自2012年9月1日起，中華民國外交部為統一駐外人員內部職稱，〈駐外機構組織通〉明定大使館、代表處設大使、公使，代表處對外仍稱代表、副代表。
| 姓名   | 任命      | 离任      | 外交衔级 對外名義 | 外交职务 本職職務 | 備註 |
| ------ | --------- | --------- | ----------------- | ----------------- | ---- |
| 呂慶龍 | 2007年1月 | 2015年7月 | 代表              | 特命全權大使      |      |
| 張銘忠 | 2015年7月 | 2018年7月 | 代表              | 特命全權大使      |      |
| 吳志中 | 2018年7月 | 2024年8月 | 代表              | 特命全權大使      |      |
| 郝培芝 | 2024年7月 | 現任      | 代表              | 特命全權大使      |      |

## 資料來源
1. ↑  .   [2021-12-02]. （原始内容存档于2021-12-02）.
2. ↑  外交年鑑-中華民國駐外代表機構名錄 （页面存档备份，存于），中華民國外交部
3. ↑  中華民國駐外歷任館長銜名年表 （页面存档备份，存于），外交部檔案資訊處
4. ↑  . （原始内容存档于2020-11-05）.
5. ↑  .   [2017-11-07]. （原始内容存档于2012-07-09）.
6. ↑   (PDF). 中華民國外交部.   [2017-11-07]. （原始内容存档 (PDF)于2017-10-21）.
7. ↑  . 中華民國駐外單位聯合網站.   [2017-11-07]. （原始内容存档于2020-11-21）.
8. ↑  . 中華民國駐外單位聯合網站.   [2017-11-07]. （原始内容存档于2021-01-17）.
9. ↑  . 中華民國外交部.   [2017-11-07]. （原始内容存档于2020-11-22）.
10. ↑  . 公眾外交協調會. 中華民國外交部. 2012-08-31  [2022-11-05]. （原始内容存档于2022-11-05）.
11. ↑  陳培煌. . 中央通訊社. 2012-08-31  [2014-09-13]. （原始内容存档于2014-09-13）.

## 外部連結
- 駐法國臺北代表處（Facebook、X (Twitter)）